# Nicolae Pârvulescu
Nicolae Pârvulescu (n. ? - d. ?) a fost un general român, primar al Bucureștiului în perioada august 1948 - februarie 1949. A fost președintele Societății Naționale de Cruce Roșie din România.